# Йохан Ернст фон Хоенлое-Йоринген
Йохан Ернст фон Хоенлое-Йоринген (на немски: Johann Ernst von Hohenlohe-Oehringen) е граф на Хоенлое в Йоринген.

## Биография
Роден е на 24 март 1670 година в Ордруф. Той е вторият син на граф Йохан Фридрих I фон Хоенлое-Йоринген (1617 – 1702) и принцеса Луиза Амьона фон Шлезвиг-Холщайн-Норбург (1642– 1685), дъщеря на херцог Фридрих фон Шлезвиг-Холщайн-Норбург.
Йохан Ернст се жени на 12 януари 1699 г. в Лангенбург за Елеонора Юлиана фон Хоенлое-Лангенбург (* 1 октомври 1669; † 11 април 1750, Йоринген), дъщеря на граф Хайнрих Фридрих фон Хоенлое-Лангенбург (1625 – 1699) и втората му съпруга графиня Юлиана Доротея фон Кастел-Ремлинген (1640 – 1706). Те нямат деца.
Йохан Ернст е убит на 16 ноември 1702 година в Базел. Погребан е в Йоринген.